# Enos Mafokate
Enos Mafokate (* 1946 in Alexandra, Johannesburg) ist ein südafrikanischer Springreiter und Gründer einer Reitschule. Bekannt wurde er vor allem als erster schwarzer südafrikanischer Springreiter, der an internationalen Wettbewerben teilnahm.

## Leben und sportlicher Werdegang
Geboren im Johannesburger Township Alexandra lebte Mafokate als Kind mit seinen Eltern auf dem Land in Rivonia, wo er auf einer Farm als Stallbursche arbeitete und dadurch begann Pferde zu mögen. Der weiße Besitzer der Farm brachte ihm das Reiten bei.
1962 arbeitete er als Stallbursche für professionelle Springreiter. Seine erste Chance im Springreiten bot sich, als seine Arbeitgeber beschlossen, die schwarzen Stallburschen in einem Wettbewerb gegeneinander antreten zu lassen. Mafokates erste Wettkämpfe fanden ausschließlich gegen andere Schwarze statt, da es ihm nicht erlaubt war, gegen Weiße anzutreten.
1964 endete vorerst seine Karriere als Springreiter aufgrund von politischen Problemen, jedoch konnte er ab 1975 das Marist Brothers College, eine Schule für Springreiter, besuchen, die 17 schwarze Stallburschen aufnahm, darunter ihn. Dadurch, dass er viele Wettbewerbe gewann, erlangte er Anerkennung und wurde fürderhin black rider (schwarzer Reiter) und nicht mehr groom (Stallbursche) genannt. Seine internationale Karriere begann 1980, als er von dem britischen Springreiter, David Broome, entdeckt wurde. Er nahm an Springturnieren im Vereinigten Königreich teil. 1992 durfte Südafrika erstmals seit 1960 an den Olympischen Spielen teilnehmen, nachdem es davor aufgrund der Apartheid suspendiert war. Mafokate nahm in der Rolle eines Sport-Botschafters an den Spielen teil.
2007 gründete er die Soweto Equestrian Foundation (SEF), eine gemeinnützige Reitschule. verfolgt das Ziel, das Leben der Wagenpferde in Soweto zu verbessern, Menschen mit geringem Einkommen das Reiten und Voltigieren zu ermöglichen.
Enos Mafokate hat sechs Kinder, darunter der Musiker Arthur Mafokate.

## Erfolge als Reiter
- 1976: Zweiter beim Rothmans Derby, Sandton
- 1977, 1978: Gewinner der Wettbewerbe bei den Constantia Show Grounds in Kapstadt
- 1992: Sieger beim Rothmans Derby